# Państwowy Szpital dla Nerwowo i Psychicznie Chorych w Rybniku
Kliniczny Szpital Psychiatryczny SPZOZ w Rybniku – jeden z największych i najstarszych w Polsce zakładów psychiatrycznych. Znajduje się przy ulicy Gliwickiej 33 w Rybniku.

## Charakterystyka
Budowę rozpoczęto w 1882 r., szpital rozpoczął działalność 18 maja 1886 r. jako Prowincjonalny Zakład dla Psychicznie Chorych. Pierwotnie do użytku oddano 18 obiektów, w tym 7 pawilonów dla psychicznie chorych, W kolejnych latach wzniesiono 10 kolejnych obiektów z czerwonej cegły. W trzecim etapie budowy powstało natomiast 10 budynków tynkowanych, pokrytych czerwoną dachówką.
W 1922 roku szpital przeszedł w ręce polskie, zmieniając jednocześnie nazwę na Śląski Zakład Psychiatryczny. W przededniu wybuchu II wojny światowej liczył 1094 pacjentów i 287 pracowników. Po zakończeniu działań wojennych zniszczony kompleks szpitalny odbudowywano przez kolejne 11 lat.
W 2023 r. nazwa szpitala została zmieniona na Kliniczny Szpital Psychiatryczny SPZOZ w Rybniku.
Pierwszym dyrektorem Szpitala był dr Rudolf Zander, kolejnymi zaś dr Albrecht von Kunowski, dr Kryżan, dr Wietrzyński, dr Michał Wiendlocha.
Funkcję Dyrektora Szpitala od grudnia 2020 r. pełni prof. Joachim Foltys

## Oddziały szpitala
W chwili obecnej Państwowy Szpital dla Nerwowo i Psychicznie Chorych w Rybniku dysponuje 15 oddziałami stacjonarnymi, zakładem opiekuńczo-leczniczym psychiatrycznym, dwoma oddziałami dziennymi i poradnią zdrowia psychicznego, przez co jest jedną z większych placówek tego typu w Polsce.
| Nazwa oddziału                          | Szczegółowe informacje                                        |
| --------------------------------------- | ------------------------------------------------------------- |
| Dział statystyki i dokumentacji chorych | Budynek administracji                                         |
| PZP                                     | Poradnia Zdrowia Psychicznego                                 |
| Izba Przyjęć                            |                                                               |
| Oddział dzienny psychiatryczny          |                                                               |
| Oddział I Dzienny                       | Oddział terapii uzależnienia od alkoholu                      |
| Oddział III                             | Oddział psychiatrii sądowej                                   |
| Oddział VI                              | Oddział psychiatryczny ogólny                                 |
| Oddział VII                             | Oddział psychiatrii sądowej                                   |
| Oddział VIIA                            | Oddział psychiatrii sądowej                                   |
| Oddział VIII                            | Oddział psychiatryczny ogólny                                 |
| Oddział VIIIA                           | Oddział psychiatryczny ogólny                                 |
| Oddział IX                              | Oddział psychiatrii sądowej o wzmocnionym zabezpieczeniu      |
| Oddział X                               | Oddział psychiatrii sądowej                                   |
| Oddział XIV                             | Oddział psychiatryczny odwykowy dla uzależnionych od alkoholu |
| Oddział XVI                             | Oddział rehabilitacji Psychiatrycznej                         |
| Oddział XVII                            | Oddział psychiatryczny ogólny                                 |
| Oddział XVIII A                         | Oddział psychiatryczny ogólny                                 |
| Oddział XVIII C                         | Oddział psychiatryczny dla chorych somatycznie                |
| Oddział XVIII D                         | Oddział psychiatryczny ogólny                                 |
| Oddział XX                              | Oddział psychiatrii sądowej                                   |